# Lista wulkanów w Panamie
Poniższa lista zawiera uśpione oraz wygasłe wulkany w Panamie. 

## Wulkany
| Nazwa      | Wysokość (m n.p.m.) | Współrzędne geograficzne                 | Ostatnia erupcja (rok/okres) |
| ---------- | ------------------- | ---------------------------------------- | ---------------------------- |
| Barú       | 3474                | 8°48′29″N 82°32′35″W/8,808000 -82,543000 | 1550                         |
| El Valle   | 1185                | 8°34,8′N 80°10,2′W/8,580000 -80,170000   | Holocen                      |
| La Yeguada | 1297                | 8°28,2′N 80°49,2′W/8,470000 -80,820000   | 1620                         |